# Boe, Nauru

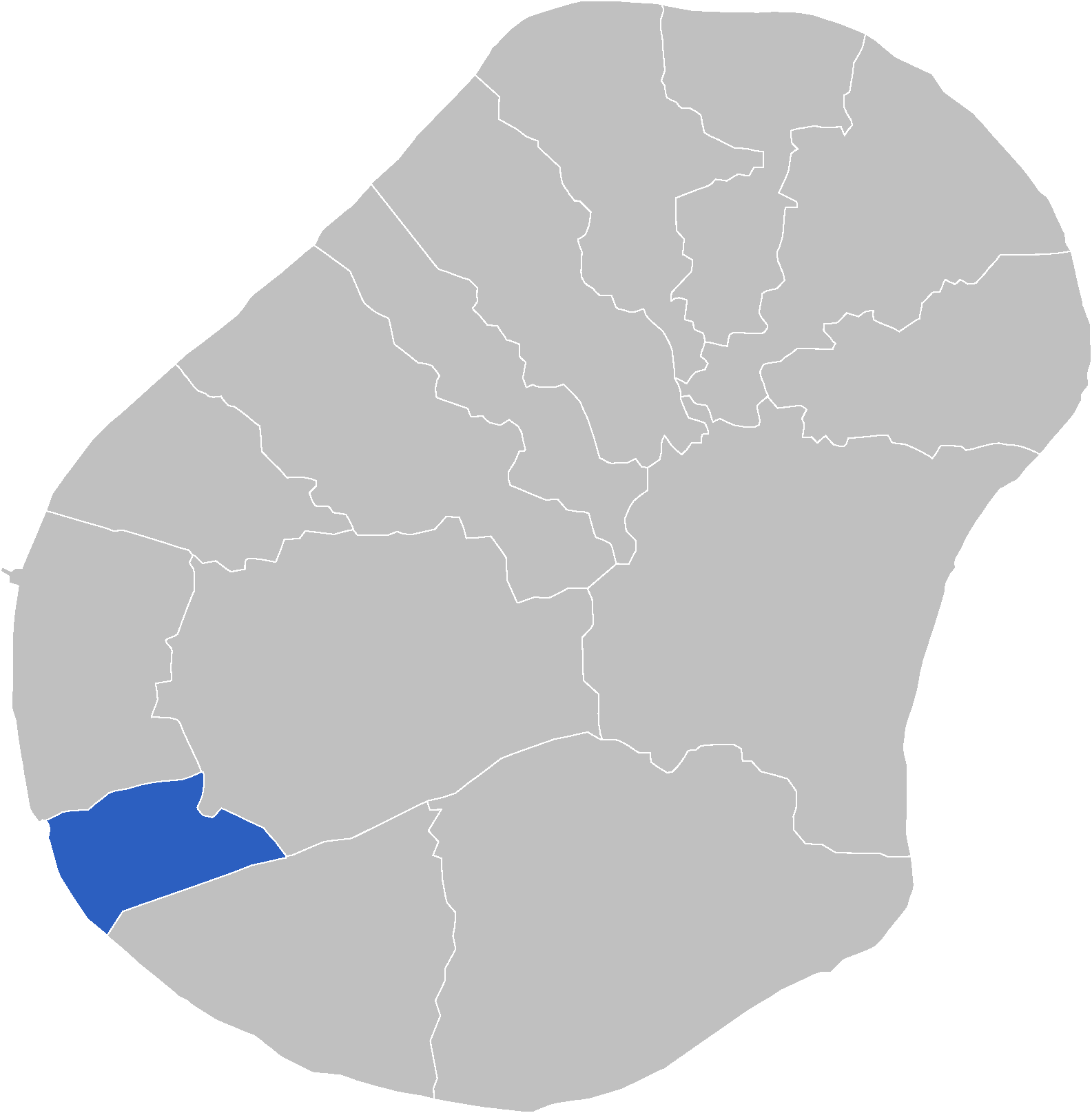
Distriktets läge på Nauru

Boe är ett distrikt och valkrets i landet Nauru, beläget i den sydvästra delen av ön. Boe har en area på 0,5 km² och totalt 970 invånare (2004). Boe väljer in två medlemmar till landets parlament i Yaren.
Den andra angambebisen, Bethel Enproe Adam, kommer från Boe.

## Valresultat23 oktober2004
| Kandidat         | Röster |
| ---------------- | ------ |
| Mathew Batsuia   | 223,21 |
| Baron Waqa       | 211,82 |
| Kinza Clodumar   | 173,89 |
| Bernard Grundler | 131,26 |
| Tazio Gideon     | 119,12 |
| Detonga Deiye    | 118,57 |
| Chanda Deiranauw | 107,79 |
| Clinton Benjamin | 102,22 |
| Isaac Aremwa     | 99,31  |

## Valresultat3 maj2003
| Kandidat         | Röster |
| ---------------- | ------ |
| Baron Waqa       | 179,61 |
| Kinza Clodumar   | 168,93 |
| Mathew Batsiua   | 166,74 |
| Tazio Gideon     | 153,45 |
| Clinton Benjamin | 124,84 |
| Chanda Deiranauw | 120,19 |
| Ross Cain        | 115,49 |
| August Deiye     | 107,76 |
| Sam Billeam      | 103,42 |
| Isaac Aremwa     | 86,77  |
| Ike-Lani Capelle | 85,66  |
| Leslie Adam      | 79,8   |